# Aleardo Aleardi
Aleardo Aleardi, nascido Gaetano Maria Aleardi (Verona, 14 de novembro de 1812 — Verona, 17 de julho de 1878), foi um poeta e político italiano, pertencente à corrente do romantismo.

## Biografia
Aleardo Aleardi — cujo nome de batismo era Gaetano Maria, depois alterado por ele para Aleardo — nasceu em Verona em 1812, filho de Maria Canali e do conde Giorgio Aleardi. Após estudar Direito na Universidade de Pádua, com os amigos Giovanni Prati e Arnaldo Fusinato, voltou para Verona, interessando-se por poesia e crítica de arte.
Entre suas primeiras composições estão Il matrimonio (1842), uma exaltação do casamento como expressão de civilização, e Arnalda di Roca, de 1844, um poema histórico cuja protagonista é uma jovem que morre defendendo sua honra: nele já se percebe a busca por efeitos cênicos e aquele tom dramático típico de toda a produção posterior de Aleardi.

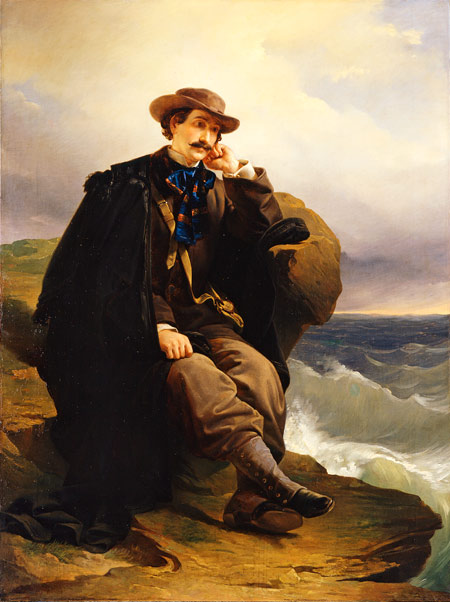
Aleardi (ca.1850) retratado por Domenico Induno

O primeiro sucesso foi alcançado em 1846 com as duas Cartas a Maria, em versos livres, nas quais o poeta se dirige a uma amiga propondo-lhe um amor platônico: é uma ocasião para manifestar sua fé na imortalidade da alma e derramar seus afetos sentimentais no espírito de um romantismo de maneira.
Frequentador assíduo do salão da condessa Anna Serego Gozzadini Alighieri, cortejou sua filha Nina, dedicando-lhe numerosas composições poéticas. Durante os motins do Risorgimento de 1848, foi enviado a Paris por Daniele Manin para solicitar ajuda para a reconstituída República de São Marcos. Foi preso em 1852 e encarcerado por alguns meses na fortaleza de Mântua: seguiu-se um período de depressão e, em 1855, o idílio Raffaello e la Fornarina, onde a afetação da composição é tal que chega ao mau gosto.
Aleardi deu o melhor de si ao reelaborar algumas canções e publicar, em 1856, tanto Il Monte Circello, que inclui uma famosa composição sobre a história de Conradino da Germânia, há muito presente nas antologias escolares, quanto Le antiche città marinare e commerciali, e, em 1857, Prime storie, com imagens inspiradas em histórias bíblicas. A publicação de Canti patrii foi adiada devido à sua prisão, em junho de 1859, e à sua detenção no castelo de Josefstadt, na Boêmia, em consequência da guerra austro-franco-piemontesa.
Liberado no final da guerra, foi deputado do Reino da Sardenha em 1860. Estabeleceu-se em Bréscia, publicando os seus últimos versos, todos de inspiração política: I sette soldati (Os sete soldados) de 1861, Canto politico (Canto político) de 1862 e I fuochi sull'Appennino (Fogo nos Apeninos) de 1864, ano em que se mudou para Florença para lecionar estética no Instituto de Arte. Já deputado, foi nomeado senador em 1873: honrado e procurado nos salões, como poeta era agora um sobrevivente e morreu repentinamente em Verona em 1878.

## Crítica literária
Após as críticas favoráveis dos contemporâneos, recebeu uma crítica negativa famosa — não somente em termos de estética literária — de Vittorio Imbriani: “Não, não nos comovemos com quem se lamenta quase como uma mulherzinha, por quase encarceramento ou não por muito tempo, consolado por salários mal ganhos [...] Quanto a nos exibir continuamente aqueles poucos meses de prisão... droga! Não estou tão ofendido esteticamente pela maneira como se fala disso, quanto moralmente por ouvir tanto barulho por tão pouca importância».

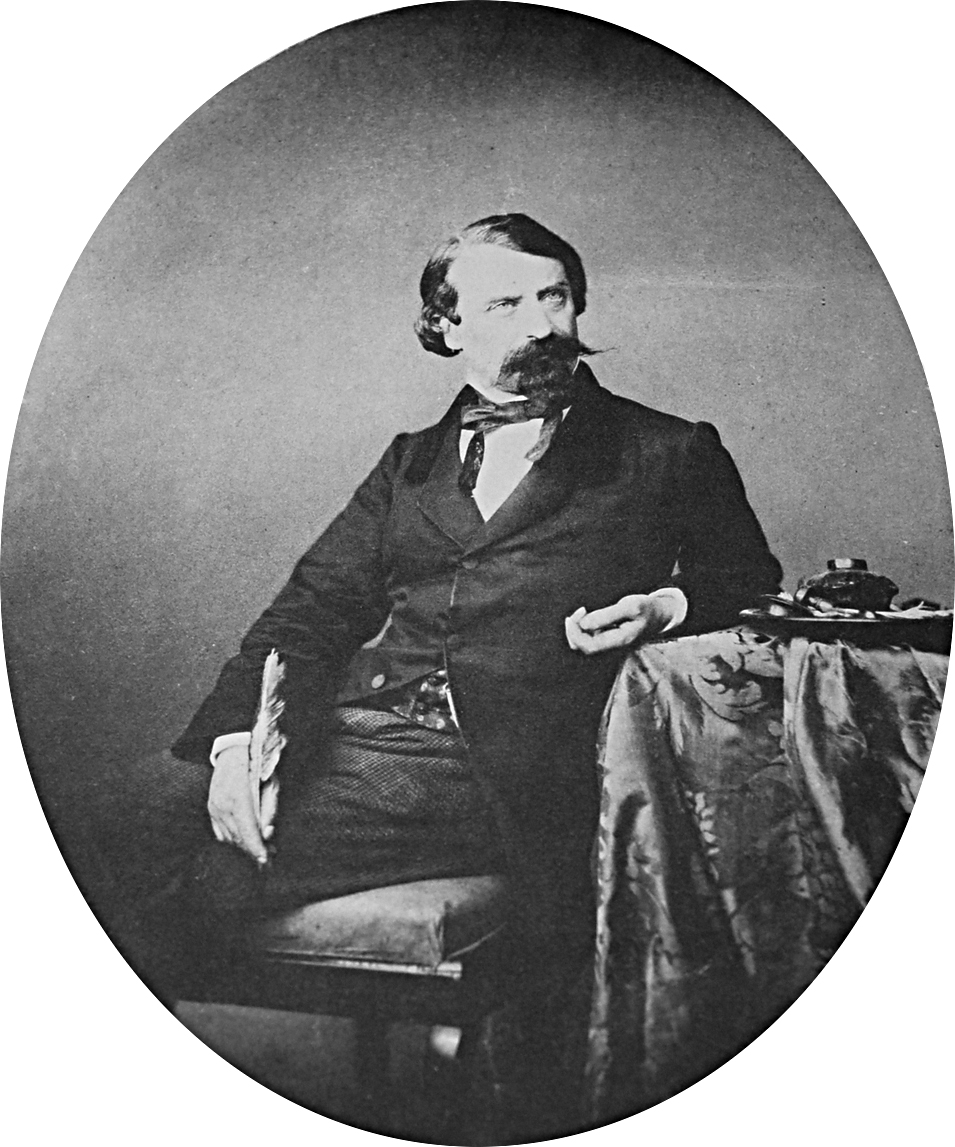
Aleardi fotografado por Moritz Lotze

Mesmo o julgamento do amigo Gaetano Trezza, que em 1879 cuidou da publicação de seu Epistolario, embora positivo, é bastante cauteloso: Aleardi tem uma “Musa gentil, honesta e magnânima [...] é uma das figuras mais simpáticas do nosso Risorgimento” e limitativa é a avaliação de Giosuè Carducci, enquanto Domenico Ciampoli pesquisou empréstimos e plágios da tradição latina e italiana — Catulo, Propércio, Virgílio, Dante, Foscolo, Leopardi e Manzoni — além da europeia — Byron, Lamartine, Heine, Hugo, Uhland, Freiligrath.
Frequentemente comparado a Giovanni Prati pela comum languidez sentimental, mas subordinado a ele, a sorte de Aleardi declinou no final do século XIX, obtendo algum reconhecimento de Benedetto Croce, que percebeu a sinceridade do poeta sob formas de gosto duvidoso e fez dele um precursor de Giovanni Pascoli, e de Cesare De Lollis, que viu nele o poeta da transição romântica, indeciso entre o classicismo e o realismo.
Negativas foram as opiniões de Attilio Momigliano, para quem “em sua poesia há quase sempre o aleardismo, raramente o Aleardi”, e de Arturo Pompeati, que avalia Aleardi como “uma crisálida de poeta”. Francesco Flora encontra nele qualidades genuínas de poeta e Natalino Sapegno, confirmando a qualidade da inspiração poética de Aleardi, atribui suas falhas de gosto ao clima cultural da época.
Para Antonio Piromalli, com base nos estudos gramscianos, o medo da revolução parisiense de 1848 e o fracasso da revolução italiana em 1849 “impulsionam a literatura tardorromântica em direção a uma arcádia de sentimentalismo e um devaneio de atmosferas nebulosas”, na qual a figura do poeta “se torna um personagem excepcional por sua sensibilidade e superior à realidade prática e econômica” e a poesia uma vaga idealidade, segundo “um costume sonolento, fraco e autonobilitante”. Aleardi é, com Prati, um dos maiores representantes: ambos são “poetas de consumo, de ideais anticamponeses, apaixonados pela beleza do coração, incapazes de sair da linguagem floral e ir em direção ao concreto”.

## Reconhecimentos
Em Verona, além de uma instituição escolar privada, uma das pontes sobre o rio Ádige leva o seu nome. Muitas outras cidades também dedicaram uma rua ao poeta.

## Condecorações
- Comendador da Ordem dos Santos Maurício e Lázaro — 31 de dezembro de 1864[8]
- Cavaleiro da Ordem Civil de Saboia — 27 de abril de 1872[8]
- Comendador da Ordem da Coroa da Itália — 31 de janeiro de 1876[8]
- Grão-Oficial da Ordem da Coroa da Itália — [8]

## Obras
- Poemas Completos, 1863 Lausanne (Publicado pela Editora)
- Canti, Florença, 1864
- Poesie varie, Salerno, Migliaccio, 1860
- Epistolario, a cura di G. Trezza, Verona-Pádua 1879
- Monte Circello